# Franciszek Marciński
Franciszek Marciński (ur. 26 listopada 1898 w Pawłowie - zm. ?) – powstaniec śląski, żołnierz Polskich Sił Zbrojnych na Zachodzie.
Syn Ignacego. Ukończył szkołę powszechną w Pawłowie. Podczas I wojny światowej służył w armii niemieckiej. Po powrocie w 1919 członek Polskiej Organizacji Wojskowej Górnego Śląska - organizator POW w rodzinnym Pawłowie w pow. raciborskim. Podczas III powstania śląskiego dowódca 4 kompanii raciborskiej 1 baonu 4 pułku strzelców raciborskich. W okresie międzywojennym członek grupy w Rydułtowach Związku Powstańców Śląskich. Podczas II wojny światowej żołnierz Polskich Sił Zbrojnych na Zachodzie. W 1946 powrócił do kraju.